# Африканска палаткова костенурка
Африканските палаткови костенурки (Psammobates tentorius), наричани също шишаркови костенурки, са вид влечуги от семейство Сухоземни костенурки (Testudinidae).
Срещат се в полупустинните области в западната част на Южноафриканската република и съседните райони на Намибия. Имат значителни разлики в морфологията, като се разделят на три добре обособени подвида. Хранят се със силно специализирана диета от сухоустойчиви растения.